# Eschweilerhof

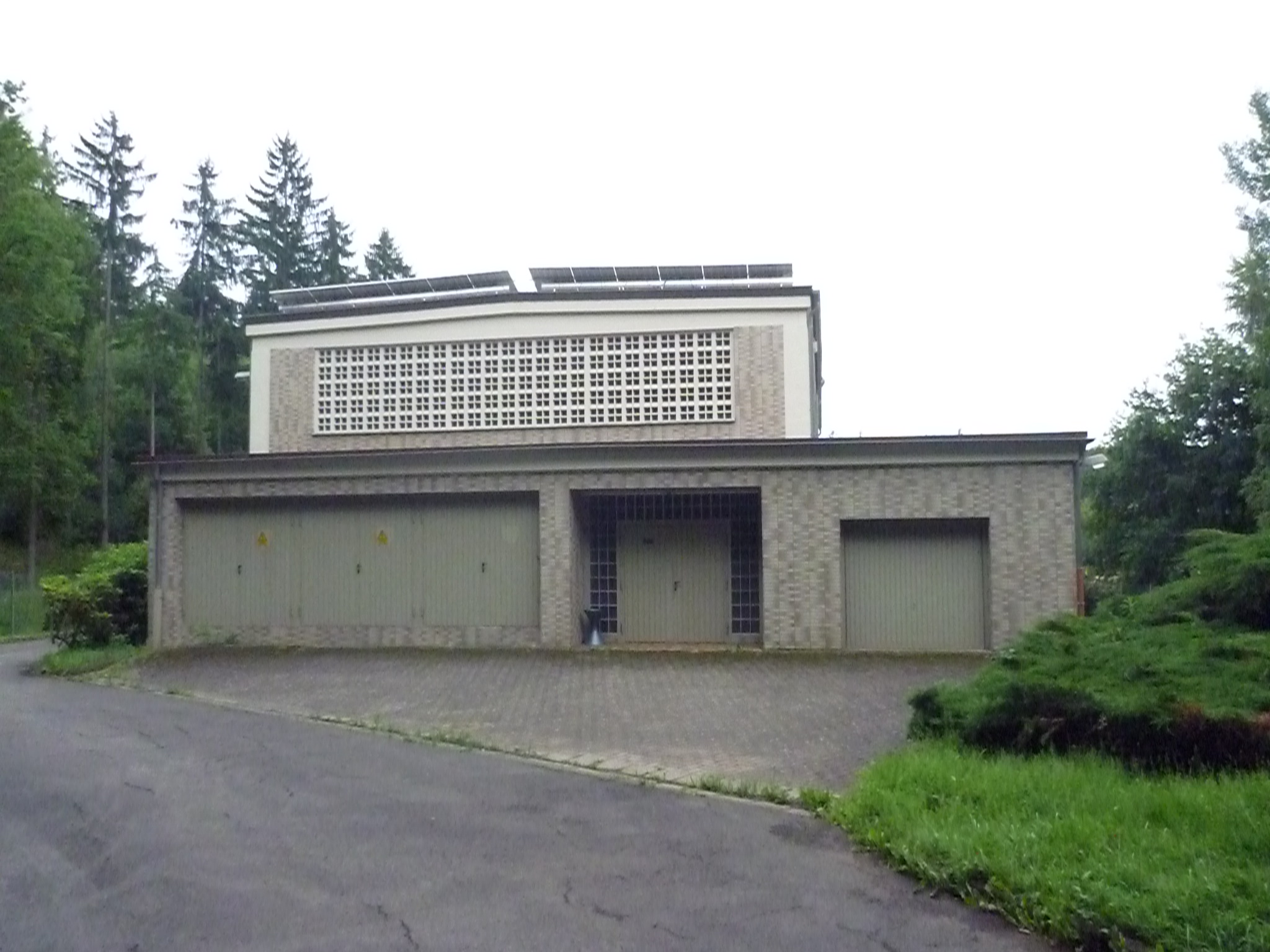
Wasserwerk Eschweilerhof

Eschweilerhof (ⓘ) ist eine Wohnsiedlung in Neunkirchen im Saarland. Die kleine Ansiedlung gehört zum Verwaltungsbereich der Neunkircher Innenstadt.

## Lage

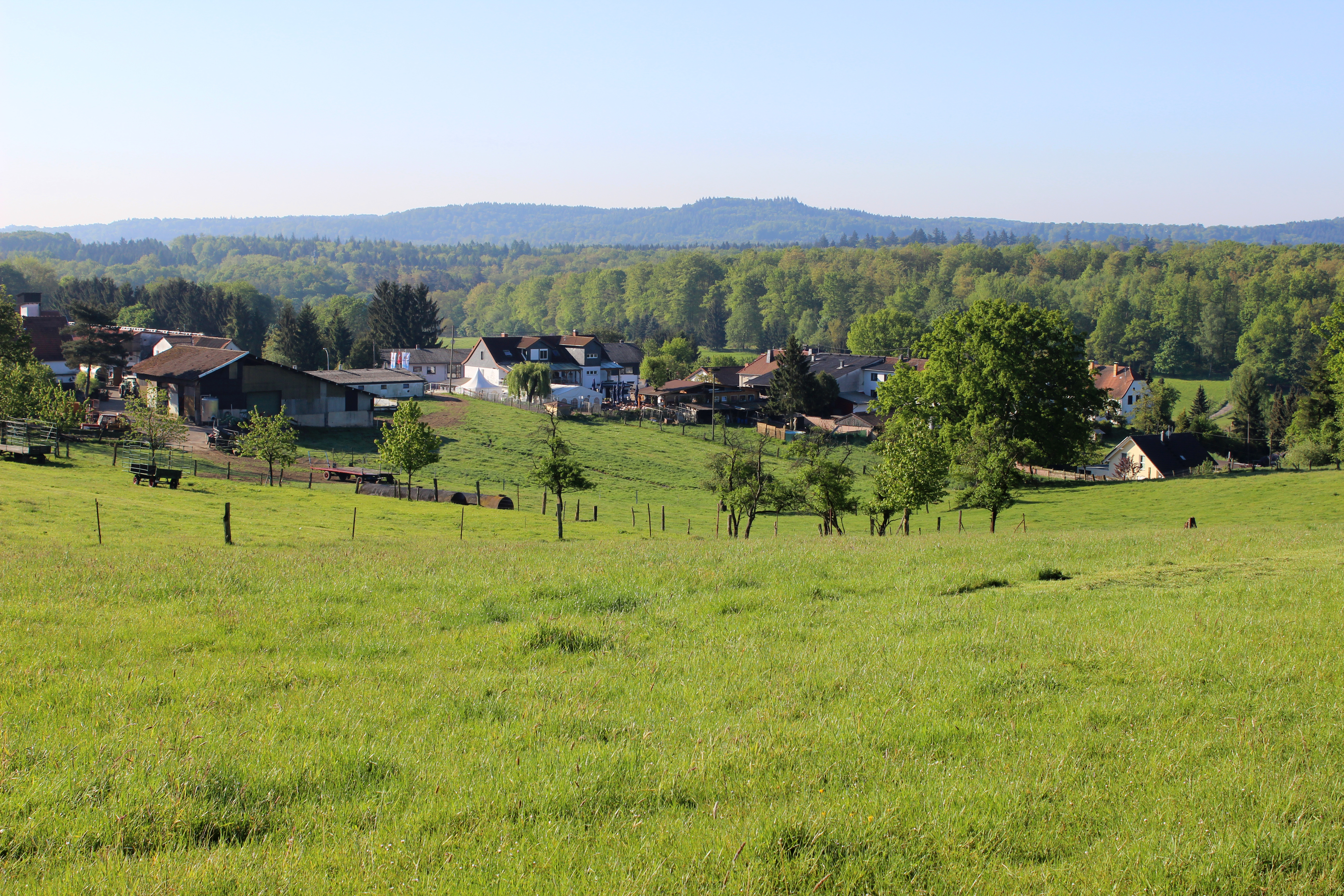
Eschweilerhof

Der Ortsteil liegt zwischen der Innenstadt von Neunkirchen und dem Hofgut Menschenhaus im Norden und Kirkel im Süden auf ca. 290 m ü. NN. Eschweilerhof ist der südlichste Teil von Neunkirchen und über die L113 mit der Kernstadt verbunden. Neben einer Speisegaststätte gehören der namensgebende landwirtschaftliche Betrieb „Eschweiler Hof“, einige Wohnhäuser, eine Kläranlage sowie ein Wasserwerk zur Siedlung.

## Geschichte
Die Geschichte des Eschweilerhofs lässt sich aufgrund von Funden 1912 und Ausgrabungen 1927 bis zur Römerzeit zurückverfolgen. Es wurden Töpferwaren aus den Jahren 120 bis 160 gefunden, die auf eine Terra Sigillata-Töpferei schließen lassen, die damals Güter für den Export herstellte.
Die erste urkundliche Erwähnung stammt aus dem Jahr 1212. Das Kloster Wörschweiler erwähnte den Ort als Ansiedlung „Eischweiler“. Der Name wurde vom Heimatforscher Ernst Christmann als Weiler des Agi/Egi gedeutet. Papst Innozenz III. übertrug dem Kloster seine Güter in dieser Gegend. Nachdem das Kloster einige weitere Güter in der Gegend erworben hatte, entwickelte sich das Dorf jedoch wieder zurück. 1564 wurde die Siedlung nur noch als Wüstung erwähnt.
Die nächste Besiedlung erfolgte 1696, als der Schweizer Nikolaus Weber aus dem Kanton Bern als Erbbeständer durch die Zweibrücker Rentkammer angesiedelt wurde. 1846 standen sechs Gebäude auf der Siedlung. 1961 wurden 72 Einwohner gezählt.
Anlässlich der Gebiets- und Verwaltungsreform im Saarland kam die Siedlung, die vorher zur Gemeinde Kirkel-Neuhäusel gehörte und deshalb bis heute unter der Kirkeler Telefonvorwahl 06849 erreichbar ist, am 1. Januar 1974 nach Neunkirchen und wird seitdem als Teil der Innenstadt verwaltet.